# Ossau-Iraty

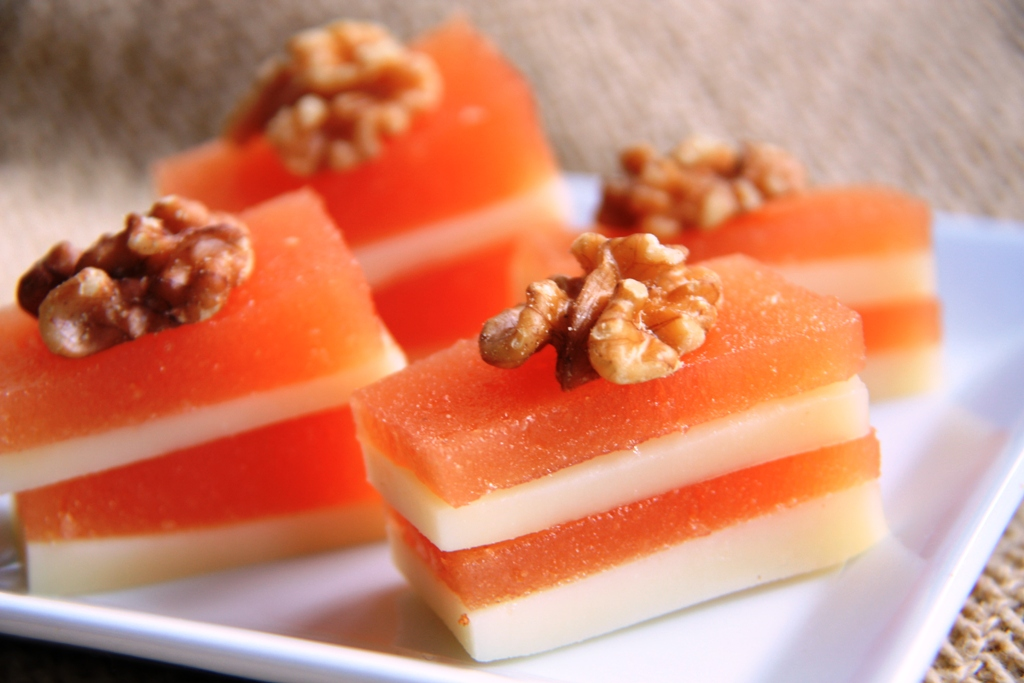
Queso de Irati con membrillo y nueces.

El Ossau-Iraty es un queso francés del País Vasco francés y del Bearne, que se produce en un territorio bien delimitado, en el departamento de los Pirineos Atlánticos y en una pequeña parte del departamento de los Altos Pirineos. Se beneficia de una AOC desde 1980 y de un reconocimiento europeo como DOP. Su nombre viene del Pico de Midi d'Ossau, que domina el valle de Ossau y todo el Bearne, y de la selva de Irati, que es el hayedo más grande de Europa, a caballo entre las montañas navarras y francesas.

## Características
Es un queso a base de leche de oveja de las razas Manech y Vasco-Bearnesa, de pasta prensada no cocida, con un peso que oscila entre los 2-3 kg en el caso del formato pequeño, y los 4-5 kg (y hasta los 7) en el grande. Presenta una gama cromática que va desde el amarillo anaranjado al gris cenizo.

## Producción
Su fabricación es estacional. Las ovejas sólo dan leche de noviembre a julio, a veces hasta agosto. Su periodo de degustación se extiende de mayo a diciembre, después de un afinado de 4 a 6 meses, y es óptima de junio a noviembre. Tiene una bonita pasta marfil que encierra sabores excepcionales.
Comprende 1700 productores de leche, de los cuales un centenar son granjas y una docena son cooperativas y lecherías artesanales o industriales. La producción fue de cerca de 3.200 toneladas en 2004.

## Denominación de origen
A nivel nacional, en Francia, el Ossau-Iraty es reconocido como appellation d'origine contrôlée (AOC) desde el 6 de marzo de 1980. A partir de 1996, es una denominación de origen protegida (PDO) ante la Unión Europea. A nivel internacional, cuenta con registro como denominación de origen, conforme al Sistema de Lisboa, ante la Organización Mundial de la Propiedad Intelectual, desde el 5 de octubre de 1983.